# 云南毛果草
云南毛果草（学名：Lasiocaryum trichocarpum）是紫草科毛果草属的植物，为中国的特有植物。分布在中国大陆的云南、四川等地，生长于海拔3,000米的地区，多生在山坡，目前尚未由人工引种栽培。